# Droga krajowa B95 (Niemcy)
Droga krajowa 95 (niem. Bundesstraße 95, B 95) – niemiecka droga krajowa przebiegająca  z południa na północ od granicy z Czechami koło Oberwiesenthal  do skrzyżowania z drogą B2 w Probstdeuben na południe od Lipska w Saksonii.

## Miejscowości leżące przy B95
Oberwiesenthal, Hammerunterwiesenthal, Niederschlag, Bärenstein, Annaberg-Buchholz, Schönfeld, Ehrenfriedersdorf, Thum, Galenau, Burkhardtsdorf, Chemnitz, Penig, Langensteinbach, Pflug, Altmörbitz, Dolsenhain, Frohburg, Bubendorf, Neukirchen, Zedtlitz, Borna, Espenhain, Böhlen, Probstdeuben.

## Linki zewnętrzne

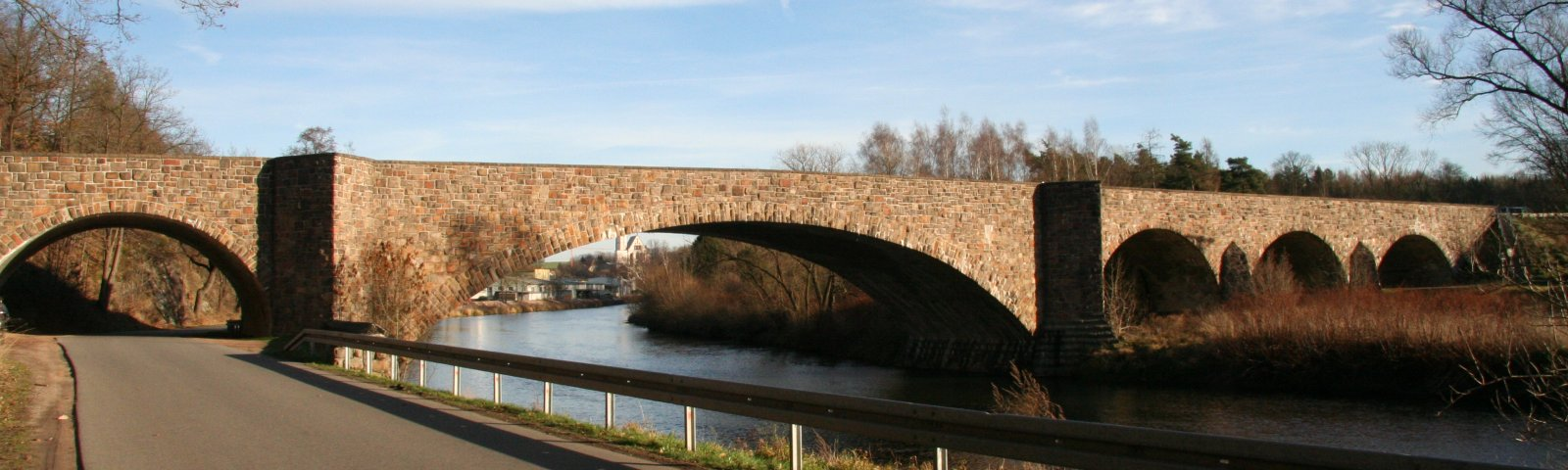
Zabytkowy most koło Penig